# Códice Vallardi

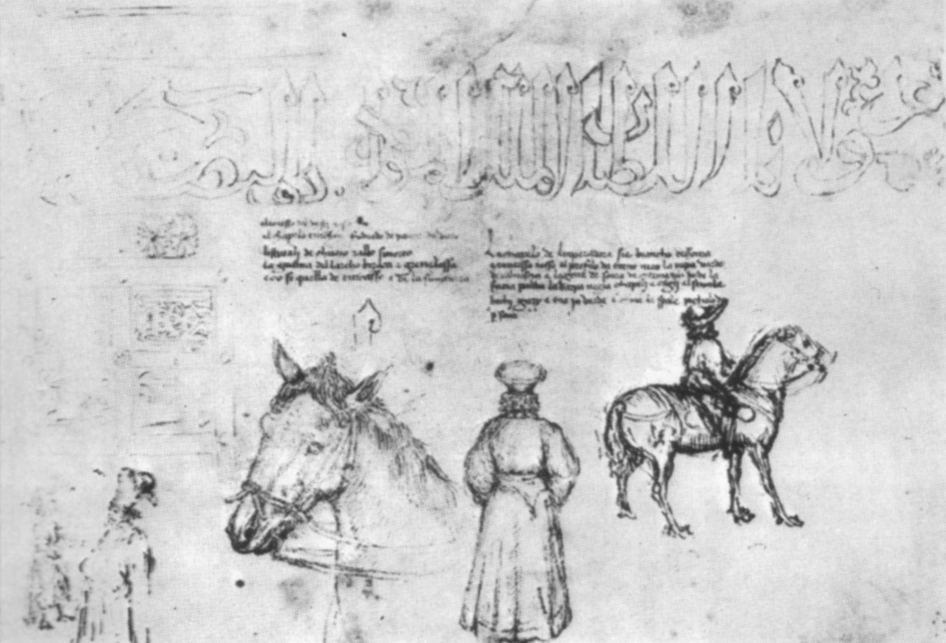
Letras árabes y dignatarios bizantinos, dibujo realizado durante el Concilio de Ferrara, 1438 (Códice Vallardi n. 1062 r)

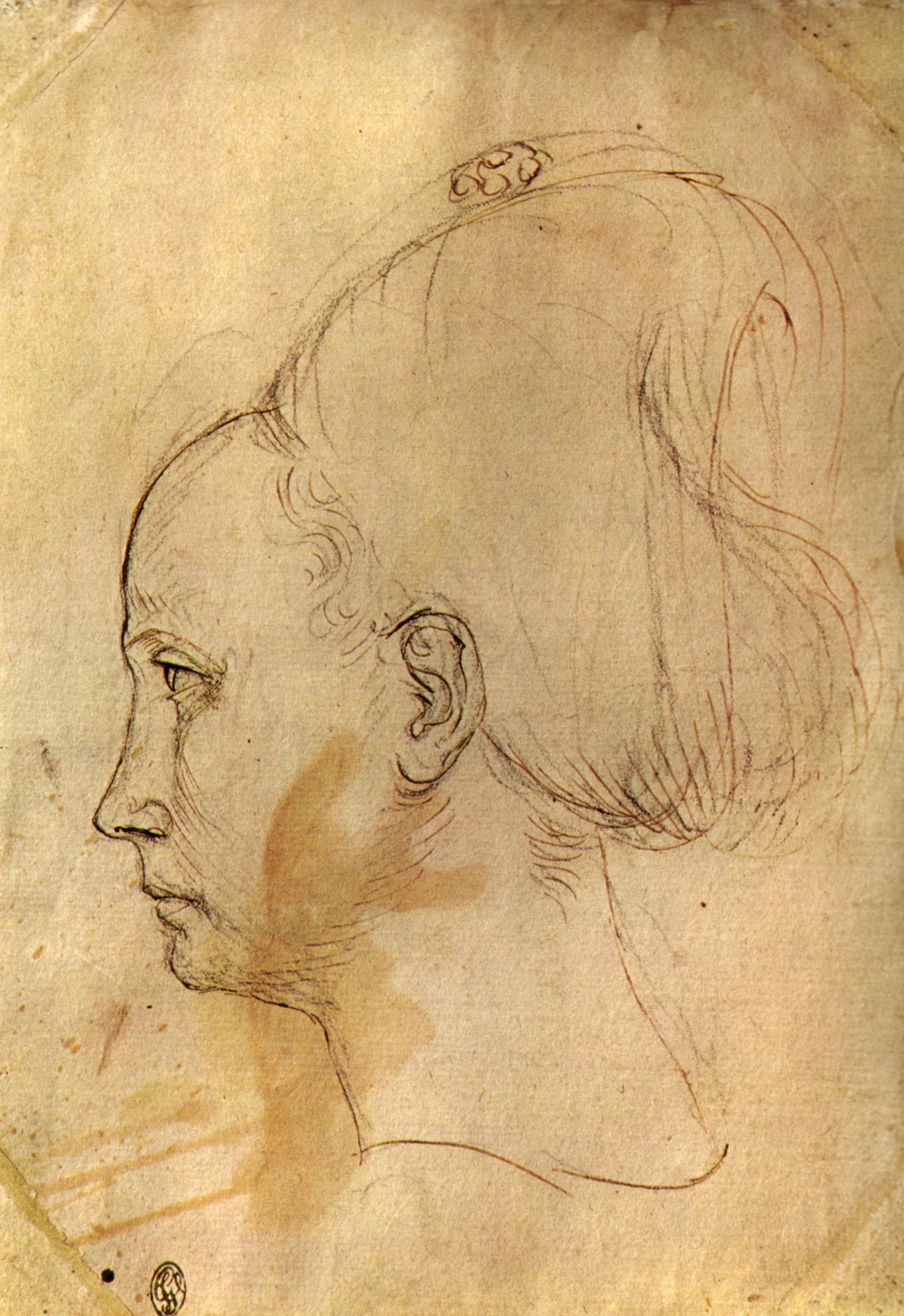
Cabeza de princesa, estudio para los frescos de Santa Anastasia (Codex Vallardi n. 2342 v).

El Códice Vallardi es la colección más conspicua de dibujos de Pisanello y su círculo, que consta de 378 folios, muchos también dibujados en recto/verso. Se conserva en el Cabinet des Dessins del Louvre, París.

## Historia
La colección toma su nombre del anticuario Giuseppe Vallardi, quien en 1856 la vendió al Louvre como obra de Leonardo da Vinci. Se trata de hojas sueltas, probablemente pertenecientes a varios cuadernos y libros, quizás anteriormente parte de un libro modelo usado en talleres de arte.
Los folios han sido fechados de diversas formas, en relación con las obras del artista, y asignadas al maestro o a su círculo de forma diferente según los estudiosos. Según las hipótesis más acreditadas, los folios de mano segura o muy probablemente de Pisanello rondarían unos setenta.
Llama la atención el conjunto de folios relativos a los estudios preparatorios de los frescos de la Iglesia de Santa Anastasia, Verona, 65 piezas. Muchos de estos dibujos también tienen valor histórico, así como artístico, porque se remontan al Concilio de Ferrara en 1438, cuando Pisanello, como pintor oficial llamado por Nicolás III de Este, retrató a los dignatarios bizantinos, sus túnicas, sus sombreros y sus animales, con un agudo espíritu de observación. También son interesantes los folios refiriendo a las obras perdidas del artista, como los frescos con las historias de San Juan Bautista en la basílica de San Juan de Letrán (1431-1437 aproximadamente), o los que copian estatuas romanas y sarcófagos, señalando el despertar del interés por el arte clásico.